# Juleønsket
Juleønsket er en dansk julekalender fra 2015, som er skrevet af Ina Bruhn og instrueret af Carsten Myllerup og produceret af Cosmo Film for TV 2. Julekalenderen blev sendt for første gang i december 2015 på TV 2 og blev genudsent på samme kanal i december 2020. Serien består af 24 afsnit af ca. 25 minutters varighed og medvirkende er bl.a. Olivia Hillingsøe, Jonathan Lindinger, Helmer Solberg, Marie Hammer Boda og Pelle Falk Krusbæk. Julekalenderen følger pigen Julie, hvis store ønske om at holde jul med hele sin familie, bliver hørt af den unge engleaspirant Rafi, som i følgeskab med andre engle forsøger at bekæmpe en farlig dæmon.
Julekalenderen blev modtaget med positive anmeldelser og flere afsnit blev set af over 1 million seere.
Den er optaget i Nyborg på Fyn, og markerer 25-året for TV 2's første tv-julekalender. Optagelserne startede den 2. marts 2015.
Titelsangen, "Lille Store Verden", er skrevet og fremført af Rasmus Seebach, der også har skrevet "Der’ Noget I December" til serien.

## Karakterer
I Juleønsket medvirker følgende:
- Julie (spilles af Olivia Hillingsø) er hovedperson, der har et brændende ønske om at holde jul med sin familie.
- Rafi (spilles af Jonathan Lindinger) er en ung engel, som bliver sendt til menneskenes verden for at hjælpe Julie.
- Willy (spilles af Helmer Solberg) er Julies bedste ven.
- Mie (spilles af Marie Hammer Boda) er Julies pap storesøster.
- Toke (spilles af Pelle Falk Krusbæk) er Julies 9-årige halv lillebror.
- Vigdis (spilles af Signe Skov) er Julies mor.
- Karsten (spilles af Esben Dalgaard Andersen), Julies papfar, som hun indtil episode 7 troede var hendes biologiske far.
- Gabi (spilles af Marijana Jankovic), vogter-engel.
- Michael (spilles af Allan Hyde), vogter-engel
- Mette (spilles af Lærke Winther Andersen), Willys mor
- Jack/Asbjørn (spilles af Johan Olsen), pedel på skolen og Julies biologiske far.
- Signe (spilles af Neel Rønholt), klasselærer
- Ole Pehrsson (spilles af Troels Malling), idrætslærer
- Saraquel (spilles af Sonja Oppenhagen), ærkeengel.
- Zacharias (spilles af Morten Suurballe), ærkeengel.
- Uriel (spilles af Donald Andersen), ærkeengel.
- Atlas Berg (spilles af Christian Tafdrup) er skuespiller.
- Baalios (spilles af Rasmus Botoft), dæmon.
- Charlotte (spilles af Mia Lyhne) er Mies mor.

## Afsnit
| # | Titel                   | Første sendedag   |
| --- | ----------------------- | ----------------- |
| 01 | "Julies ønske"          | 1. december 2015  |
| Julie har kun ét brændende ønske: At være sammen med hele sin familie juleaften. Men planen ser ud til at smuldre, da begge forældre skal arbejde 24. december, og Julies halvsøster, Mie, skal holde jul hos sin egen mor. Så Julie ønsker – sådan rigtigt ønsker – og ønsket er så stærkt, at når op til englenes verden, hvor det bliver hørt. Her har ærkeenglene udfordringer med problemenglen Rafi, som skal lære disciplin og medfølelse, før han kan få sin englestyrke og vinger. Så englerådet beslutter at sende Rafi på en opgave nede på jorden. Samme aften lyder et kæmpe tordenbrag, og et lyn slår ned. Normalt tordner det ikke i december, så noget tyder på, at der er mere end en engel på spil. |                         |                   |
| 02 | "Den hjemløse engel"    | 2. december 2015  |
| Rafi har installeret sig i den gamle færgegrill i ly for kulden, som han ikke er vant til. Julie er noget overrasket over at møde Rafi, der fortæller, at han bor der uden forældre. I engleverdenen er Zacharias urolig for det kraftige lyn, der slog ned i skolegården. Han beder to af sine vogterengle, Gabi og Michael, om at finde ud af, om det var et såkaldt dæmonlyn. Mie ønsker at blive veninder med klassens populære piger, Cecilie og Ditte, og får chancen, da de skal skrive historieopgave sammen. Julie finder et gammelt fotoalbum, som hun viser til Willy. Han får øje på et billede af Karsten på Machu Picchu i Peru for 12 år siden, men der er noget, der ikke hænger sammen. Det er nemlig taget den samme dag, som Julie bliver født. |                         |                   |
| 03 | "Rafis nye familie"     | 3. december 2015  |
| Julie kan ikke slippe tanken om, at Karsten var ude at rejse, da hun blev født. Derfor gennemgår hun og Willy familiens fotos og finder ud af, at der ikke er ét eneste billede af hende og Karsten sammen, før hun er fire måneder gammel. Gabi og Michael skal undersøge skolen for spor efter en dæmon. De kan flytte ind hos Rafi og samtidig hjælpe ham, men han må ikke kende til deres rigtige mission. Willy og Rafi møder hinanden, og selvom de ikke bliver perlevenner, sætter Willy Rafi ind i Julies spekulationer om Karsten. Og selvom Julie har konfronteret både sin far og mor med billederne, og de begge kommer med samme forklaring, har Julie en fornemmelse af, at de ikke fortæller hele sandheden. |                         |                   |
| 04 | "Julekonkurrencen"      | 4. december 2015  |
| Det er skolens store julleklippedag, hvor man kan vinde en klassefest. En konkurrence som Julie rigtig gerne vil vinde. Det er også dagen hvor Rafi begynder i samme klasse som Julie, hvilket hun er meget overrasket over. Han har sin ‘mor’ Gabi og ‘onkel’ Michael med. Michael og Mie taler sammen på skolen, og det ser Cecilie og Ditte, som er meget opsatte på at møde Michael, fordi de synes han er lækker. Julie synes ikke, at alle arbejder lige ihærdigt på juledekorationen, og som om tingene ikke kunne blive værre, sker der et stort uheld, hvor der bliver sat ild til julemanden. Imens klassen er ude af deres klasseværelse, får de magisk hjælp af Michael, hvorefter 6.c vinder konkurrencen. Imens er Gabi på legepladsen og finder noget sort klistret støv. Frisk dæmonstøv. Så nu hersker der ingen tvivl: Der er en dæmon på skolen!                                              |                         |                   |
| 05 | "Byggedag"              | 5. december 2015  |
| På toppen af Storebæltsbroen samles Gabi, Michael, Zacharias og Arron. Nu er de sikre på, at der er en dæmon i området, men de ved ikke hvilken. Derfor sætter de Arron til at gennemsøge Englearkivet efter gamle rapporter om dæmonaktivitet på egnen. Men først er det vigtigt, at Gabi, Michael og Rafi får indrettet Færgegrillen, så det minder om et normalt menneskehjem. Mie og Julie tilbyder at hjælpe, og de får resten af familien Nørgaard til at give en hånd med. Julie, Rafi og Willy går på jagt efter Karstens gamle pas, for der må være stempler med datoer, som kan afsløre, om han var i Peru, da Julie blev født. |                         |                   |
| 06 | "Bagholdsangreb"        | 6. december 2015  |
| Michael er nervøs for, om børnene er i fare for dæmonen, men Gabi siger, at han skal være mere bekymret for sig selv, da dæmoner går efter engle. Julie spørger Rafi, om han vil hjælpe hende med at snakke med hendes far, for hun vil vide, om Karsten er hendes rigtige far. Ole Pehrsson insisterer stadig på, at Willy skal gå til en sport, og nu er Willys mor Mette også med på ideen. Zacharias, Gabi og Michael planlægger at lede efter dæmonen på skolen, og Arron kommer tilbage fra arkiverne med en vigtig rapport, som Zacharias skal se med det samme! Gabi sender Arron op på lærerværelset, men da han kommer derop, er det ikke Zacharias der er der, men en helt anden! Herefter finder Gabi og Michael, Arron liggende på gulvet. Imens får Julie endelig at vide, at Karsten var i Peru, imens hun blev født, og at hendes forældre først mødte hinanden da Julie var tre måneder gammel. |                         |                   |
| 07 | "Skytsenglen"           | 7. december 2015  |
| Vigdis og Karsten er bekymrede for Julie, der har isoleret sig på sit værelse. De beslutter, at Karsten skal tage en snak med hende. Men der er blevet vendt op og ned på Julies billede af sin familie. Vogterenglene mødes på toppen af Storebæltsbroen og gør status: Arrons tilstand er kritisk, og det eneste, der holder ham i live, er styrkekilden. Dæmonen har stjålet næsten al hans engelstyrke. Gabi har ikke ligefrem haft held med at finde den rapport, Arron kom med, men måske den stadig ligger på lærerværelset? Toke falder ned fra taget, så Julie, Rafi og Willy følger ham ned til pedellen Jack for at finde en førstehjælpskasse. Men da de kommer derned, opdager Rafi og Willy noget mærkeligt. |                         |                   |
| 08 | "Hemmeligheder"         | 8. december 2015  |
| Både hos familien Nørgaard og hos englene er stemningen trykket. Begge steder føler børnene, at de voksne holder noget hemmeligt. Julie spørger Vigdis, hvem der er hendes rigtige far, men Vigdis snakker udenom. Og vil Julie virkelig vide, hvem der er hendes far? Efter at Rafi overhørte Gabi og Michael i skoven, er han blevet mistænksom. Han er sikker på, at de skjuler noget, og nu vil han prøve at finde ud af, hvad det er. Gabi og Michael leder stadig efter den rapport, som Arron ville vise Zacharias, men kan konstatere, at den er blevet fjernet. Rafi insisterer på at få at vide, hvad der foregår, og Michael synes, de skal fortælle, hvorfor de er der. Så Rafi bliver kaldt op til englerådet. |                         |                   |
| 09 | "Rafis valg"            | 9. december 2015  |
| Rafi er blevet kaldt op til englerådet. Ærkeenglene Saraquel, Zacharias og Uriel tager ham med over til Styrkekilden, hvor Arron bliver holdt i live. De fortæller, at Arron er blevet angrebet af en dæmon, og at Gabi og Michaels mission er at finde og bekæmpe dæmonen. Julie har fået en lille mistanke om, hvem hendes biologiske far er, så nu vil hun selv undersøge det nærmere. På skolen spørger Cecilie og Ditte, om Mie vil gå Lucia-optog med dem og et par andre piger. Hun svarer lykkeligt ja, men føler sig kort efter udnyttet, fordi de i virkeligheden er mere interesserede i Michael. Rafi er meget rystet efter at have set Arron, og det går op for ham, hvilken slags engel han gerne vil være. |                         |                   |
| 10 | "Jeg så julemanden"     | 10. december 2015 |
| Rafi ved nu, at der er en dæmon løs, men det betyder ikke, at han må være med til at jage den. Faktisk skal han holde sig væk og i stedet fokusere på Julies ønske. Gabi og Michael tager på skolebiblioteket for at lede efter bøger om lokalhistorie, for måske var hændelsen med dæmonen for 400 år siden noget, som menneskene lagde mærke til. Julie mistænker, at Atlas Berg er hendes rigtige far og spørger sin mor, hvor godt hun kendte Atlas Berg. Forældre og søskende er samlet til klassefest i Julies klasse, og Vigdis kan mærke, at Mette og Ole Pehrsson har interesse for hinanden. Mens festen er i gang, introducerer Rafi internettet til Gabi og Michael, og de finder nye interessante oplysninger. |                         |                   |
| 11 | "Baalios"               | 11. december 2015 |
| Julie, Rafi, Willy og Toke tager ud til Atlas Bergs sommerhus for at spørge ham, om han kan huske Vigdis fra en gyserfilmoptagelse, og om de var kærester. Atlas Berg vil helst snakke om sine store Hollywood-produktioner, men indrømmer, at der nok var en pige, han 'kyssede' lidt med. På vej ud af huset opdager Rafi noget, som får ham til at tvivle på, om Atlas Berg virkelig er den, han siger, han er. Michael og Mie holder møde med Cecilie og Ditte om Lucia-optoget, men Mie føler, at hun bliver kørt ud på et sidespor. Zacharias ankommer til færgegrillen med en meget klar ordre fra ham og de to andre ærkeengle: Den aktive efterforskning skal indstilles - Baalios er simpelthen for farlig. |                         |                   |
| 12 | "Dæmonmærket"           | 12. december 2015 |
| I færgegrillen gennemgår englene bunker af gamle dokumenter. Zacharias har nemlig bedt dem blive i sikkerhed, indtil englerådet er klar med en samlet indsats mod Baalios. Gabi fortæller Rafi, at Baalios har et unikt dæmonmærke et sted på kroppen. Rafi kan ikke glemme, at Atlas i virkeligheden hedder Boris, et navn, som Baalios tidligere har brugt. Han får Gabi overtalt til at tale med Atlas Berg. Imens har Michael fået lov til at hjælpe Mie, som er i vildrede om Lucia-kjolerne. Familien Nørgaard får Atlas Berg til middag, og Julie har øvet sig på, hvordan hun skal sige til Atlas Berg, at han er hendes far. Men middagen udvikler sig noget anderledes, end Julie har planlagt. |                         |                   |
| 13 | "Lucia"                 | 13. december 2015 |
| Det er dagen før Lucia-optoget. Selvom Michael har skaffet de smukkeste Lucia-kjoler, er Mie alligevel trist, for de andre piger skal mødes efter optoget, men Mie er ikke inviteret. Vigdis giver Julie en seddel med et navn - Julies fars fulde navn - så hun kan lede efter ham. Michael smutter forbi færgegrillen for at hente stearinlys til optoget, men møder en rasende Gabi, der vil vide, om han har lånt syv ceremonikjortler. Om aftenen lokker Willy Julie med ud i skoven for at udspionere sin mor og Ole Pehrsson. Han vil vide, om de er ved at blive kærester. Men ude i skoven får de noget helt andet at se - Michael, der mødes med Gabi, og pludselig sker der noget ubegribeligt! |                         |                   |
| 14 | "Gabis Styrke"          | 14. december 2015 |
| Igen og igen ser Julie og Willy filmen, hvor Gabi flyver væk med sine store gyldne vinger. De snakker om, at det ikke kun er Gabi, som er anderledes, men også Michael og Rafi. I færgegrillen træner Gabi og Michael nærkamp, og Rafi fløjter imponeret, men bliver irettesat af Gabi, da det kun er dæmoner, der fløjter. Pludselig husker Rafi, at han har hørt nogen fløjte på skolen. Mie vil stadig gerne med til Dittes fest, men Cecilie og Ditte er optaget af noget helt andet: To af Lucia-pigerne har haft indbrud i nat! Om aftenen sniger Gabi og Michael sig ind på skolen og sætter sig i skjul på gangen, lige dér hvor Rafi hørte en fløjten. |                         |                   |
| 15 | "Indbrud"               | 15. december 2015 |
| På Storebæltsbroens top hører Zacharias om det natlige møde med Baalios. Men Gabi fortæller ikke, at Michael stivnede af skræk og blev ramt af hendes kamplyn. Julie og Willy har svoret, at de ikke vil fortælle nogen, at der bor engle i færgegrillen. Men det er svært, når man som Julie er ved at sprænges af nysgerrighed. Og måske kan Gabi eller Michael hjælpe med at finde hendes rigtige far. Mie fortæller Julie, at tre ud af syv Lucia-piger har haft indbrud. Måske dæmonen har set englekjortlerne på torvet og leder nu efter engle blandt Lucia-pigerne? Ole Pehrsson kommer med blomster til en forelsket Mette. |                         |                   |
| 16 | "Lus fra Egypten"       | 16. december 2015 |
| Zacharias forklarer Gabi og Michael om indsatsen mod Baalios: Der er placeret vogterengle hos de tre Lucia-piger, der endnu ikke har haft indbrud. Mie har fået besøg af sin mor, Charlotte, der er hjemme fra Egypten. I skolen fortæller Julie til Rafi, at hun er ærgerlig over, at hendes familie er spredt for alle vinde juleaften. Julie og Willy observerer, hvordan Ole Pehrsson er helt rundt på gulvet, efter Mette har slået op med ham. Willy kan mærke, at Mette er rigtig ked af det. Jack har spurgt Toke, om han vil hjælpe ham med internettet, for det er han ikke vant til at bruge, og han skal nemlig finde nogle adresser rundt omkring i byen. |                         |                   |
| 17 | "Jack og Verdenskortet" | 17. december 2015 |
| Dag og nat er Gabi og de andre vogterengle på udkig efter Baalios. Da færgegrillen står tom, sniger Julie og Willy sig ind. De ser englenes tegninger og dokumenter om Baalios. I skolen fortæller Mie til Anders, at hun gerne vil spille med ham til juleafslutningen alligevel. Julies klasse har besøg af Karstens kollega Bjarne, der underviser i førstehjælp. Bjarne er vild med klasselæreren Signe, men når han prøver at invitere sig selv til hendes nytårsfest, snakker hun udenom. Rafi får pludselig en idé til, hvordan han kan hjælpe Karsten med at komme af med sin vagt juleaften - så Julies ønske om, at få hele familien er samlet, måske kan gå i opfyldelse. |                         |                   |
| 18 | "Hemmelig Mission"      | 18. december 2015 |
| Julies mission er at gennemsøge Jacks værksted, uden han opdager det. Derfor har hun brug for at Willy holder vagt. Rafi får hjælp af ærkedødsenglen Uriel. Sammen tager de på hospitalet for at finde en læge, som kan tage Vigdis' vagt den 24. december. Det er sidste dag inden ferien og tid til juleafslutning i 9. klasserne. Mie og Anders går på scenen for at synge, men desværre er publikum utaknemmelige, og det får Mie til at forlade scenen. Da Julie og Willy kommer ind på Jacks værksted, finder de mange beviser på, at Jack har rejst over hele verden. Skjuler den indadvendte Jack noget, og er han i virkeligheden dæmonen Baalios? |                         |                   |
| 19 | "Baalios' Grotte"       | 19. december 2015 |
| Englene har sporet sig ind på, hvor Jack kan være. Zacharias sender en specialstyrke med de bedste vogterengle afsted  men Gabi får ikke lov at til at komme med. Ditte har inviteret Mie og Anders med til sin fest. Desværre skal både Karsten og Vigdis arbejde, så Mie er nødt til at passe sine søskende, medmindre Michael vil hjælpe hende. I færgegrillen opdager Julie en tegning af legestativet i skolegården. Gabi fortæller, at det var dér, hun fandt dæmonstøv. Julie er nysgerrig og tager Willy med over på skolen for at undersøge området. Sammen finder de en mystisk lem. Selvom Willy synes, det er en rigtig dårlig ide, beslutter Julie sig for at åbne den. |                         |                   |
| 20 | "Asbjørn"               | 20. december 2015 |
| I den gamle færgegrill er englene ved at pakke sammen og slette alle spor efter sig. Men Zacharias har stadig Julies lille, lysende ønske. Julie har samlet noget julepynt, som hun går over til Jack med. Nede i pedelværkstedet finder Julie et billede, der minder om et, hun har set før. Samtidig går det op for Rafi, hvad han mangler for at få Julies ønske opfyldt. Han mødes med Willy og sætter ham ind i problemet. De er begge på bar bund, men tilsyneladende ved Toke noget, som de andre ikke ved. Om aftenen går Signe glad over på skolen for at hente en værktøjskasse, men da hun går derfra, er hun ikke helt den samme. |                         |                   |
| 21 | "Gå med styrken"        | 21. december 2015 |
| Julie har bagt småkager, og sammen med Willy tager hun over på skolen for at give nogle til Jack. På skolen snakker de om Rafis ceremoni, og de opdager slet ikke, at nogen lytter med. På vejen hjem går Rafi, Julie og Willy en tur i skoven. De hører en stemme, der kalder  det er Signe, som har brug for hjælp til at finde sin hund. De deler sig, så Julie og Willy går én vej, og Rafi og Signe en anden. Men så slår det Julie: Signe er allergisk overfor dyr, så hvorfor har hun pludselig fået en hund? |                         |                   |
| 22 | "Dæmonhjertet"          | 22. december 2015 |
| Julie og Willy har ét ønske: De vil gerne se Rafi. Zacharias siger nej, men Saraquel mener, at de måske kan gøre en undtagelse, og Julie og Willy kommer ud på deres livs flyvetur. Mie og Anders er blevet kærester, og de skal spise middag sammen. Men først har Anders en aftale med Ole Pehrsson, der skal låse ham ind på skolen. I grotten lusker Baalios rundt og leder efter noget, og pludselig hører han Anders og Ole Pehrsson. Imens står Mie og Mette klar med middag på hver sin side af villavejen og undrer sig over, hvor Anders og Ole bliver af. |                         |                   |
| 23 | "Det store opgør"       | 23. december 2015 |
| Julie vågner og ser noget under sin seng - den lille sten fra dæmonhulen, der nu udsender et skarpt rødt lys. Hun får fat i Willy, for de skal have kontakt til englene hurtigst muligt. Willy får en idé: Hvis Julie kunne sende et ønske op til englene 1. december, så må de kunne gøre det igen. I englenes verden er tiden ved at rinde ud for Arron. Men så kommer Saraquel løbende, der er kommet et ønske fra Julie og Willy! Nede i færgegrillen sidder Julie og Willy og venter. Endelig hører de lyden af englevinger. Men det er ikke Gabi, der er landet.. |                         |                   |
| 24 | "Glade jul"             | 24. december 2015 |
| Nu er det endelig jul, men Julie er trist over, at englene er væk. Mette har travlt i køkkenet, for hun og Willy skal holde jul med Ole Pehrsson. Toke glæder sig helt vildt, for nu skal han endelig have alle de store gaver, han har gået og ønsket sig i hele december. På et skib langt væk skal Jack holde jul for sig selv. Men har får et chok, da han lige pludselig står ansigt til ansigt med en, han kender. Om aftenen bliver der julehygget hos familien Nørgaard. Mens Toke får sin allerstørste gave, kommer Mette, Ole og Willy forbi og ønsker glædelig jul. Og pludselig får de allesammen en uventet sms besked. |                         |                   |